# Jan Gympel
Jan Gympel (* 1966 in West-Berlin) ist ein deutscher Autor und Journalist.

## Wirken
Jan Gympel studierte Germanistik, Publizistik und Theaterwissenschaften an der Freien Universität Berlin. 1983 begann er mit der kontinuierlichen Arbeit als Journalist, zunächst ehrenamtlich bei der alternativen Stadtteilzeitung Südost-Express in Berlin-Kreuzberg. Seit 1987 ist er professioneller Schreiber, unter anderem für die tageszeitung, Der Tagesspiegel, Frankfurter Allgemeine Zeitung, Die Welt. Für eine achtteilige Tagesspiegel-Serie über Berliner Bahnarchitektur und deren Denkmalschutz erhielt er 1994 den vom Deutschen Nationalkomitee für Denkmalschutz verliehenen Deutschen Preis für Denkmalschutz. Seit 1998 gehört er selbst der Vergabejury für diesen Preis an.
Als freier Journalist ist er gegenwärtig tätig unter anderem für Hinnerk (Hamburg), die Verkehrszeitschrift Signal und die Architekturblätter Baumeister (München) und Bauwelt (Berlin). Seine Themenschwerpunkte sind Film und Fernsehen, Architektur und Denkmalschutz, Verkehr (insbesondere Straßenbahn und U-Bahn) und Berliner Stadtgeschichte. Zu diesen veröffentlichte er auch diverse Bücher und Buchbeiträge. Hinzu kamen in jüngerer Zeit Prosatexte in Anthologien sowie Storys und Dialoge für Comics.
2012 initiierte Gympel den „Berlin-Film-Katalog“. Diese Online-Datenbank erfasst alle Filme, „die erkennbar oder ausdrücklich in Berlin spielen oder erkennbar (also nicht nur in irgendeinem Studio) in Berlin gedreht“ wurden. Gympel ist zudem als Kurator von Filmreihen u. a. für das Zeughaus-Kino des Deutschen Historischen Museums Berlin und die Brotfabrik Berlin tätig. Für sein Engagement wurde er 2024 von der DEFA-Stiftung mit einem Programmpreis geehrt.

## Schriften (Auswahl)
- Krumme Touren. Mit der Straßenbahn durch Berlin. Elefanten Press, Berlin 1992, ISBN 3-88520-438-X.
- Will Tremper, Filme eines Journalisten. (= Kinemathek, Heft 80.) Freunde der Deutschen Kinemathek, Berlin 1993.
- Tunnel mit Tiefgang. Mit der U-Bahn durch Berlin. Elefanten Press, Berlin 1993, ISBN 3-88520-502-5.
- (mit Marc Dannenbaum): Kreuzberg. Stadtteilführer. Jaron Verlag, Berlin 1995, ISBN 3-87024-415-1.
- Geschichte der Architektur. Von der Antike bis heute. Könemann, Köln 1996, ISBN 3-89508-200-7 (erschienen auch auf Englisch, Französisch, Spanisch, Italienisch, Schwedisch, Dänisch, Norwegisch, Finnisch und Niederländisch) / Neuauflage: Tandem, Königswinter 2005, ISBN 3-8331-1403-7.
- (mit Ingolf Wernicke): Die Berliner Mauer. Jaron Verlag, Berlin 1998, ISBN 3-932202-41-4. (auch in einer englischen Fassung erschienen)
- Schrittmacher des Fortschritts, Opfer des Fortschritts? Bauten und Anlagen des Verkehrs. (= Schriftenreihe des Deutschen Nationalkomitees für Denkmalschutz, Band 60.) Bonn 1999, ISBN 3-922153-11-9.
- U 4. Die Schöneberger U-Bahn. Verlag GVE, Berlin 2000, ISBN 3-89218-090-3.
- (mit Wolfgang Streich und Volker Wagner): Die Kulturbrauerei im Prenzlauer Berg. Be.Bra Verlag, Berlin 2001, ISBN 3-89809-000-0.
- U-Bahn Berlin. Geschichte(n) für unterwegs. Verlag GVE, Berlin 2002, ISBN 3-89218-072-5.
- Grenz- und Geisterbahnhöfe. Bien & Giersch Projektagentur – Edition Panorama Berlin, Berlin o. J. (2005).
- Professor Knifflich fragt Berlin: Verstehen Sie Bahnhof? Verlag GVE, Berlin 2007, ISBN 978-3-89218-111-8.
- Die unmenschliche Stimme. Verlag Matthias Herrndorff, Berlin 2007, ISBN 978-3-940386-00-7.
- Das Sommerhasserbuch. Verlag Matthias Herrndorff, Berlin 2007, ISBN 978-3-940386-20-5.
- Tempo! Berliner Verkehrsgeschichte. Elsengold Verlag, Berlin 2015, ISBN 978-3-944594-38-5.
- Architecture. Se repérer – Visualiser – Retenir, Editions Eyrolles, Paris o. J. (2015), ISBN 978-2-212-56318-4
- Kino im Kiez und andernorts – Filmkritiken aus dem Kreuzberger „Südost-Express“ 1985-1990, epubli/Selbstverlag, Berlin 2016, ISBN 978-3-7418-4663-2
- Berliner Bahngeheimnisse, epubli/Selbstverlag, Berlin 2017, ISBN 978-3-7450-5973-1
- Kompaktwissen Architektur von der Antike bis heute, H.F.Ullmann Publishing, Rheinbreitbach 2018, ISBN 978-3-8480-1162-9
- Die schönsten Bahnhöfe Deutschlands, Elsengold Verlag, Berlin 2020, ISBN 978-3-96201-042-3